# Anthony Phillips
Pour les articles homonymes, voir Phillips.
Anthony Philipps, surnommé Ant, est un auteur-compositeur-interprète britannique né le 23 décembre 1951 à Chiswick à Londres. Il est connu pour avoir été le guitariste originel et l'un des membres fondateurs du groupe Genesis de 1967 à 1970.

## Biographie
Anthony Edwin Phillips naît le 23 décembre 1951. Multi-instrumentiste, connu pour son travail sur la guitare douze cordes, il participe en 1969 au premier album du groupe, From Genesis to Revelation, où il joue de la guitare et chante dans les chœurs.  
Il quitte Genesis après l'enregistrement de leur second album, Trespass en 1970, car il souffre d'un trac paralysant au moment de monter sur scène avec le groupe : son médecin lui recommande de quitter Genesis.  
Après le départ de Ant, les autres membres du groupe sont prêts à tout arrêter car ce dernier leur apportait beaucoup et ils avaient créé Genesis tous les quatre, mais finalement, ils décident de continuer. Le groupe connait par la suite un énorme succès international.  
Ant est d'abord remplacé par un guitariste temporaire, Mick Barnard, avant que le groupe n'engage Steve Hackett. 
Après son départ, il poursuit une carrière solo. Son premier album, The Geese and the Ghost, est sorti en 1977, avec entre autres la participation de Mike Rutherford, Phil Collins (tous deux membres de Genesis), John Hackett (frère de Steve), Jack Lancaster et Vivienne McAuliffe.
Il travaille aussi sur différents projets musicaux, notamment des bandes-sons de documentaires pour le label Atmosphere d'Universal Music Group.
En 1979, il joue des claviers sur le premier album solo de Mike Rutherford, Smallcreep's Day.
Puis, en 1982, il joue la guitare, le piano, l'orgue et le synthétiseur sur l'album The Single Factor du groupe britannique Camel, on le retrouve sur cinq des onze pièces du disque.

## Discographie

### Genesis

#### Albums studio
- From Genesis to Revelation (1969)
- Trespass (1970)

#### Compilations
- Genesis Archives : 1967 - 1975 (1998)
- Genesis 1970–1975 (2008)
- R-Kive (2014)

### Solo
- The Geese and the Ghost (1977) - Avec Michael Rutherford et Phil Collins.
- Wise After the Event (1978) - Avec Michael Giles et Mel Collins, ex-King Crimson.
- Private Parts and Pieces  I (1978)
- Sides (1979) - Michael Giles, Mel Collins, Morris Pert, etc.
- Private Parts and Pieces II : Back to the Pavilion (1980) - Mike Rutherford, Andy McCulloch, Rob Phillips, Mel Collins.
- 1984 (1981)
- Private Parts and Pieces III Antiques (1982)
- Invisible Men (1983)
- Private Parts and Pieces IV : A Catch at the Tables (1984)
- Private Parts and Pieces V : Twelve (1985)
- Private Parts and Pieces VI : Ivory Moon (1986)
- Private Parts and Pieces VII : Slow Waves, Soft Stars (1987)
- Tarka (1988)
- Missing Links One : Finger Painting (1989)
- Slow Dance (1990)
- Private Parts and Pieces VIII : New England (1992)
- Sail the World (1994)
- Missing Links Two : The Sky Road (1994)
- Gypsy Suite (1995)
- The Living Room Concert (1995)
- The Meadows of Englewood (1996)
- Private Parts and Pieces IX Dragonfly Dreams (1996)
- Missing Links Volume Three: Time & Tide (1997)
- The Live Radio Sessions (1998)
- Private Parts and Pieces X : Soirée (2000)
- The Sky Road (2001)
- Battle of the Birds (2003)
- Radio Clyde (2003)
- Field Day (2005)
- Wildlife (2007)
- Missing Links Volume Four: Pathways & Promenades (2009)
- Battle Of The Birds / Gypsy Suite (2010)
- Ahead of the Field (2010)
- Seventh Heaven (2012)
- Private Parts and Pieces XI City Of Dreams (2012)

### Duo avec Enrique Berro Garcia
- Private Parts and Pieces III: Antiques (1982)
- Private Parts and Pieces IX: Dragonfly Dreams (1996)

### Richard Scott
- Invisible Men (1983)

### Harry Williamson
- Tarka (1988)
- Gypsy Suite (1995)

### Guillermo Cazenave
- Meadows of Englewood (1996)
- Live Radio Sessions (1998)
- All Our Lives (2002) - Réédition des deux albums précédents
- The Meadows of Englewood - XV Anniversary - Réédition CD + DVD

### Joji Hirota
- Missing Links Volume 3: Time and Tide (1997)
- Wildlife (2008)

### Andrew Skeet
- Seventh Heaven (2012)

### Compilations
- Harvest of the heart (1985)
- Anthology (1995)
- Legend (1997) Sorti en Argentine seulement
- Archive Collection Volume I (1998)
- Legend (1999) - Contenu différent de l'édition précédente
- Soft Vivace (2002)
- Soundscapes - An Athology (2003)
- Archive Collection Volume II (2004)
- Harvest of the Heart (2014) Boîtier 5 CD)

### Collaborations
- Intergalactic Touring Band de Intergalactic Touring Band (1977) - Avec Larry Fast, Rod Argent, Percy Jones, Dave Cousins, etc.
- Smallcreep's Day de Mike Rutherford (1980)
- The Single Factor de Camel (1982)
- Duel de Iva Twydell (1982)
- Open Secret de Asha (Denis Quinn) (1987)
- Mystic Heart de Asha (Denis Quinn) (1989)
- Amadora de Asha (Denis Quinn) (1991)
- The Giants Dance de David Thomas & Ronnie Gunn (1996)
- Battle of the Birds de Mother Gong (2004) - Avec John Hackett, Gilly Smith, Didier Malherbe, Harry Williamson, etc.
- All Around The World de ProgAid (2004) - Avec Oliver Wakeman, Roine Stolt, Mick Pointer, Pete Trewavas, etc.
- Guitar Sketches de Robert Foster (2006)
- Out of the Tunnel's Mouth de Steve Hackett (2009) - Avec John Hackett, Chris Squire, Roger King, Dick Diver, etc.
- Factual Underscores 2 Artistes variés (2012)
- The Summer Soundtrack Artistes variés (2013)
- Inspiring Worlds de Al Lethbridge (2014)
- Children's Party Themes-Halloween Artistes variés (2014)
- Another Life de John Hackett (2015) - Avec Steve Hackett et Nick Magnus.
- My Love Will Get You Home Artistes variés (2015)
- Les Chateaux de la Loire de Ellesmere (2015)
- Why the Sea is Salt de The Gift (2016)
- Efflorescence de Anna Madsen (2016)
- Science and Technology Artistes variés (2017)
- Harmony For Elephants Artistes variés (2018)
- Pennsylvania Flickhouse de Anon (2019)
- Deconstructing Classics de Algebra (2018)